# Apium panul
Apium panul là một loài thực vật có hoa trong họ Hoa tán. Loài này được (Bertero ex DC.) Reiche mô tả khoa học đầu tiên năm 1899.